# Jugorsk
Jugorsk (rusky Югорск) je město v Chantymansijském autonomním okruhu – Jugře v Ruské federaci. Při sčítání lidu v roce 2010 měl přes čtyřiatřicet tisíc obyvatel.

## Poloha a doprava
Jugorsk leží v Západosibiřské nížině mezi tokem Obu a Uralem. Od Chanty-Mansijsku, správního střediska okruhu, je vzdálen přibližně 400 kilometrů západně.
Přes Jugorsk prochází železniční trať z Ivdělu do Priobje uvedená do provozu v roce 1969. Zdejší stanice se jmenuje Geologičeskaja (Геологическая).

## Dějiny
Sídlo vzniklo v roce 1962 při stavbě železnice. Původně se jmenovalo Komsomolskij (Комсомольский). V roce 1963 získalo status sídlo městského typu. V roce 1992 bylo povýšeno na město a přejmenováno na Jugorsk. Nové jméno odkazuje k Jugře, historické oblasti mezi Pečorou a Severním Uralem.